# Boltonia
Boltonia (Boltonia L'Hér.) – rodzaj roślin z rodziny astrowatych. Obejmuje 5–6 gatunków. Występują w Ameryce Północnej, głównie w części wschodniej, tylko B. asteroides rośnie na zachodzie w Idaho i Oregonie (w niektórych ujęciach należą tu również gatunki ze wschodniej Azji, włączane obecnie zwykle do rodzaju aster Aster). Są to okazałe byliny rosnące zarówno w formacjach trawiastych, jak i w lasach.
Niektóre gatunki uprawiane są jako rośliny ozdobne, zwłaszcza boltonia gwiaździsta B. asteroides, spotykana także w Polsce.
Nazwa naukowa rodzaju upamiętnia angielskiego botanika i ilustratora – Jamesa Boltona (1735–1799).

## Morfologia
PokrójByliny osiągające do 3 m wysokości, o pędach nagich, łodygach prążkowanych wyrastających z kłącza, rozgałęziających się w górnej części.
LiścieSkrętoległe, łodygowe (odziomkowe więdną przed kwitnieniem), siedzące, czasem zbiegające, pojedyncze, lancetowate i całobrzegie, czasem piłkowane.
KwiatyZebrane w liczne zwykle koszyczki (nierzadko w liczbie przekraczającej 100), tworzące ulistniony, wiechowaty lub baldachogroniasty kwiatostan złożony. Okrywa koszyczka płytko miseczkowata, z listkami w 2–4 szeregach o wyrównanej długości lub zmniejszających się, lancetowatych, zwykle z pomarańczowym grzbietem. Dno koszyczka wypukłe do stożkowatego. Kwiaty języczkowate na skraju koszyczka w liczbie 20–40 mają barwę białą do niebieskawej, rzadziej różową lub fioletową. Kwiaty rurkowe są żółte, mają krótko rurkowatą koronę.
OwoceNiełupki nieco spłaszczone i często oskrzydlone, eliptyczne do eliptyczno-jajowatych, czasem omszone. Puch kielichowy zredukowany całkiem lub w postaci pierścienia krótkich ości.

## Systematyka
Pozycja systematyczna
Rodzaj w obrębie rodziny astrowatych Asteraceae klasyfikowany jest do podrodziny Asteroideae i plemienia Astereae.
Wykaz gatunków
- Boltonia apalachicolensis L.C.Anderson
- Boltonia asteroides L'Hér. – boltonia gwiaździsta, b. gwiazdkowata
- Boltonia caroliniana (Walter) Fernald
- Boltonia decurrens (Torr. & A.Gray) Wood
- Boltonia diffusa Elliott
- Boltonia montana J.F.Towns. & Kar.-Castro